# Anatol Rapoport
Anatol Rapoport  (* 9.jul. / 22. Mai 1911greg. in Losowaja, Russisches Kaiserreich, heute Losowa, Ukraine, als Anatoli Borissowitsch Rapoport; † 20. Januar 2007 in Toronto) war ein amerikanischer Mathematiker und Biologe russischer Herkunft. Er gilt als zentraler Vordenker der Systemwissenschaften.
Der emeritierte Professor für Psychologie und Mathematik an der Universität von Toronto verfasste mehr als 500 wissenschaftliche Beiträge, in denen er sich neben Mathematik und ihrer Anwendung auf psychologische und sozialwissenschaftliche Fragestellungen vor allem mit Allgemeiner Systemtheorie, Spieltheorie (2-Personen- und N-Personen-Spieltheorie) und Semantik beschäftigte. Weitere Beiträge galten der Konflikt- und Friedensforschung.

## Leben und Wirken
Rapoport verbrachte seine Kindheit in Russland, bevor er als Elfjähriger 1922 in die USA kam. 1928 erhielt er die US-amerikanische Staatsbürgerschaft. Er studierte Musik, zunächst in Chicago und dann in Wien, Österreich, wo er von 1929 bis 1934 an der „Staatsakademie für Musik und darstellende Kunst“ in Klavier und Komposition unterrichtet wurde. Während seines Studiums arbeitete er als Korrespondent für die US-amerikanische Zeitschrift Musical Courrier, trat als Konzertpianist auf und hielt Vorträge über „Semantik und Musik“ in Europa und den USA.
1935 verlagerte er sein wissenschaftliches Interesse auf das Gebiet der Mathematik. Seinen Bachelor of Science machte er 1938 an der University of Chicago; 1940 folgte der Master und 1941 der PhD in Mathematik mit einer Arbeit zur reinen Mathematik (Construction of Non-Abelian Fields with Prescribed Arithmetic). Sein Doktorvater war Otto Franz Georg Schilling. Wichtige Impulse erhielt Rapoport zudem durch Nicolas Rashevsky.
Während des Zweiten Weltkriegs diente Rapoport bei der United States Air Force in Alaska und Indien.
Nach seiner Rückkehr in die USA begann er seine wissenschaftliche Arbeit am „Committee on Mathematical Biology“ der University of Chicago. An dem neubegründeten „Center for Advanced Studies in the Behavioral Sciences“ an der Stanford-Universität leistete er Grundlagenarbeit in der von seinem Lehrer Nicolas Rashevsky begründeten mathematischen Biophysik, wie die mathematische Modellierung von Parasitismus und Symbiose, und widmete sich dem Aufbau der Theorie der Kybernetik (Cybernetic Theory). Einige von Rapoports Arbeiten aus den 1940er und 1950er Jahren zur Theorie von Zufallsnetzen (random nets) haben die Analyse sozialer Netzwerke stark inspiriert und wurden sehr viel später weiterentwickelt, unter anderem in Beiträgen von Duncan Watts zum Problem der small world.
Zudem begann er sich mit einem Thema zu beschäftigen, das ihn sein restliches wissenschaftliches Lernen und Lehren begleiten sollte: Konflikt und Kooperation. Außerdem befasste er sich mit metatheoretischen, philosophischen und epistemologischen Fragestellungen. Dabei kultivierte er einen interdisziplinären Wissenschaftsstil, der sich etwa 1954 in der Gründung der „Society for General Systems Research“ (später: „International Society for the Systems Sciences“) niederschlug. Diese Vereinigung rief er zusammen mit den fächerübergreifend arbeitenden Biologen Ludwig von Bertalanffy und Ralph Gerard und dem Ökonomen Kenneth Boulding ins Leben, um die Isolation und Spezialisierung der wissenschaftlichen Disziplinen zu überwinden.
Von 1955 bis 1970 war Rapoport Professor für mathematische Biologie an der University of Michigan. Hier begann er sich vor allem mit spieltheoretischen Problemen zu befassen, speziell mit „Nicht-Nullsummenspielen“ (englisch Non-zero-sum-games). Gemeinsam mit Albert Chammah führte er Laborexperimente zum wiederholten Gefangenendilemma durch. Es zeigte sich, dass Strategien einer bedingten Kooperation, insbesondere Tit for Tat, von den Probanden häufig gewählt wurden. In den gegen Ende der 1970er Jahre von Robert Axelrod initiierten Computerturnieren zur Evolution von Kooperation im iterierten Gefangenendilemma war diese von Rapoport eingereichte Tit-for-Tat-Strategie sämtlichen anderen Strategien, die am Wettbewerb teilnahmen, überlegen. Eine beinahe unüberschaubare Anzahl von Arbeiten aus verschiedenen Wissenschaften (Physik, Informatik, Angewandte Mathematik, Biologie, Ökonomik, Politikwissenschaft, Soziologie) hat sich seit Mitte der 1980er Jahre mit der Frage auseinandergesetzt, ob und unter welchen Bedingungen Tit for Tat tatsächlich eine robust erfolgreiche Strategie ist.
1961 wurde Rapoport in die American Academy of Arts and Sciences gewählt.
Von 1970 bis zu seiner Emeritierung wirkte Rapoport an der Universität von Toronto, wo er Professuren für Psychologie und Mathematik sowie Friedens- und Konfliktforschung bekleidete. Daneben war er Gastprofessor an Universitäten in Österreich, Dänemark, Deutschland, Japan und der Schweiz, sowie Direktor des Instituts für Höhere Studien in Wien (1980–1983).

## Problemlösungen
Rapoport unterscheidet drei Ansätze zum Umgang mit sozialen Interessenkonflikten:
- Kampf („fight“): gewalttätige Auseinandersetzung, endet mit der Unterwerfung oder physischen Zerstörung des Verlierers.
- Spiel („game“): Kräftemessen nach festen Regeln, endet mit der freiwilligen Aufgabe eines Teilnehmers.
- Debatte („debate“): Versuch, das eigene Normen- und Wertesystem auch dem Gegenüber schmackhaft zu machen.

Für die letzte, die friedliche Form der Konfliktlösung schlug Rapoport in seinem Buch „Fights, Games, and Debates“ vor, sowohl die eine wie die andere Partei nach ihrer Definition des Problems zu befragen. Dabei legt Partei A (in Gegenwart von Partei B) den Standpunkt von Partei B dar, und zwar so genau und vollständig, bis Partei B diese Darlegung für richtig erklären würde. Dann sei die Reihe an Partei B, den Standpunkt von Partei A zur Zufriedenheit von Partei A zu definieren. Diese Technik würde automatisch zur Entschärfung des Problems führen, bevor die Verhandlung über das Problem beginne, da beide Parteien schon im Vorfeld wenigstens im Gedankenexperiment etwas Verständnis für das Gegenüber entwickeln mussten, und so ein Austausch von Gedanken, Ideen und Werten in Analogie zur Diffusion erfolgt: beide Parteien nähern ihre Positionen einander an.

## Schriften (Auswahl)

### Englisch
- Science and the Goals of Man, Harper & Bros., New York, 1950
- Operational Philosophy, Harper & Bros., New York, 1953
- Fights, Games, and Debates. The University of Michigan Press 1960
- Prisoner's Dilemma, The University of Michigan, Ann Arbor, MI., 1965 (mit Albert M. Chammah)
- Two-Person Game Theory: The Essential Ideas, Ann Arbor, MI, The University of Michigan Press, 1966, (Neuveröffentlichung bei Dover Press, Mineola, NY, 1999).
- Strategy and Conscience, Shocken Books, New York, NY, 1969
- N-Person Game Theory. Concepts and Applications, University of Michigan, Ann Arbor, 1970, MI.(Neuveröffentlichung bei Dover Press, Mineola, NY, 2001).
- Semantics, Crowell, 1975.[1]
- Conflict in Man-made Environment, Penguin, Harmondsworth, 1974 (deutsch 1980)
- General System Theory. Essential Concepts & Applications, Abacus Press, Tunbridge Wells, Kent & Cambridge, Mass., 1986.
- The Origins of Violence, 1989 (deutsch 1990)
- Peace, an Idea Whose Time has Come, 1993 (deutsch 1991)
- Decision theory and decision behaviour, 1998, Macmillan, Houndmills.
- Certainties and Doubts: A Philosophy of Life, 2001 (Autobiographie)
- Conversations with Three Russians - Tolstoy, Dostoevsky, Lenin. A Systemic View on Two Centuries of Societal Evolution, Kovacs, Hamburg, 2005.

### Deutsch
- Kämpfe, Spiele und Debatten. Drei Konfliktmodelle. Übersetzt und herausgegeben von Günther Schwarz. Verlag Darmstädter Blätter, 1976 ISBN 3-87139-037-2
- Wem nützt der permanente Kriegszustand?: Die parasitäre Rolle des Militärestablishments in Ost und West, Verlag Darmstädter Blätter, 1985. ISBN 3-87139-085-2
- Allgemeine Systemtheorie. Wesentliche Begriffe und Anwendungen, Verlag Darmstädter Blätter, 1988. ISBN 3-87139-088-7
- Ursprünge der Gewalt: Ansätze zur Konfliktforschung, Verlag Darmstädter Blätter, 1990. ISBN 3-87139-091-7
- Frieden: eine Idee, deren Zeit gekommen ist, Verlag Darmstädter Blätter, 1991. ISBN 3-87139-094-1
- Gewissheiten und Zweifel, Verlag Darmstädter Blätter, 1994. ISBN 3-87139-098-4